# Liste der Baudenkmäler in Zenting

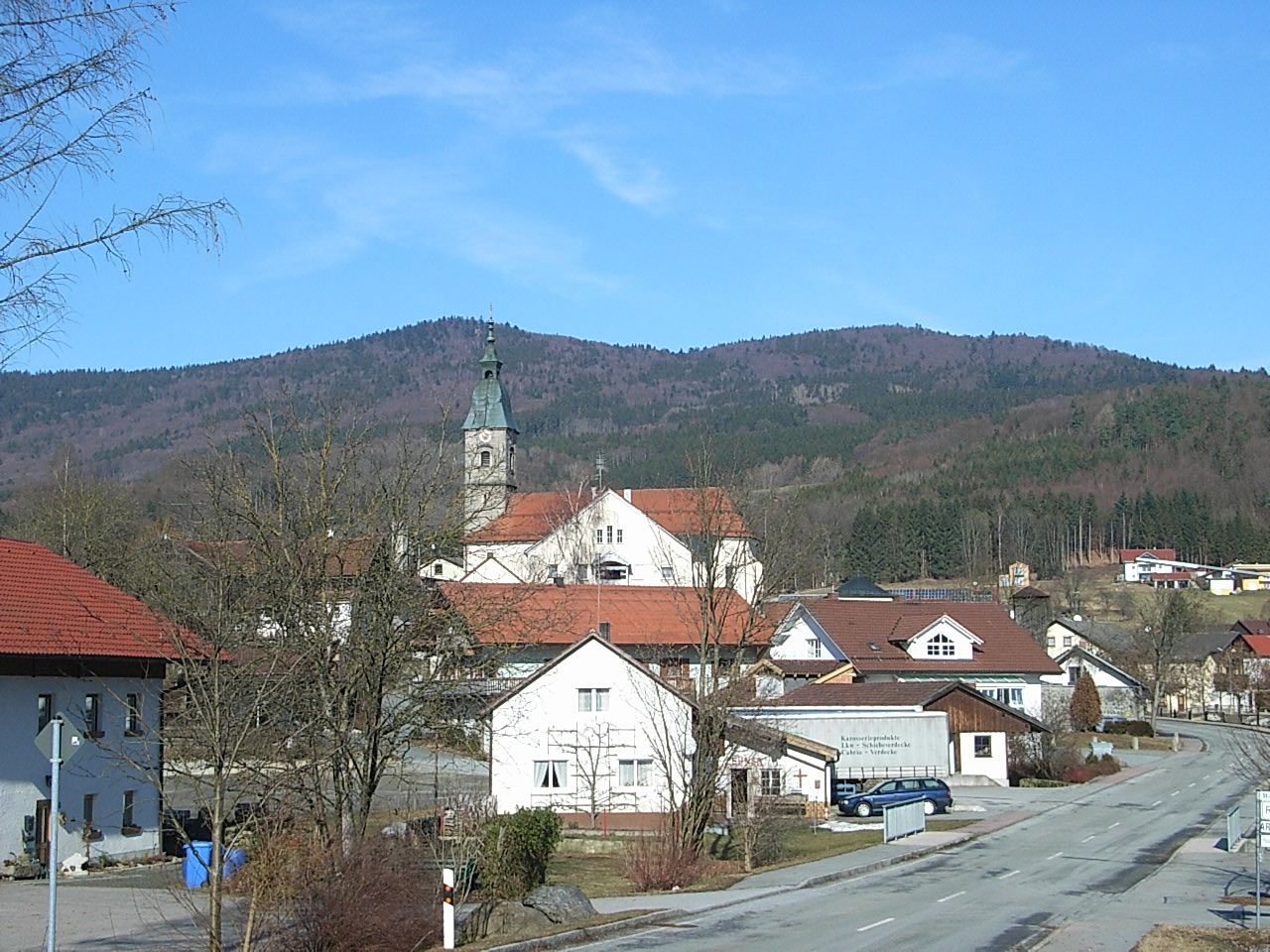
Blick auf Zenting

Auf dieser Seite sind die Baudenkmäler in der niederbayerischen Gemeinde Zenting zusammengestellt. Diese Tabelle ist eine Teilliste der Liste der Baudenkmäler in Bayern. Grundlage ist die Bayerische Denkmalliste, die auf Basis des Bayerischen Denkmalschutzgesetzes vom 1. Oktober 1973 erstmals erstellt wurde und seither durch das Bayerische Landesamt für Denkmalpflege geführt wird. Die folgenden Angaben ersetzen nicht die rechtsverbindliche Auskunft der Denkmalschutzbehörde.

## Baudenkmäler nach Ortsteilen

### Zenting
| Lage                             | Objekt                                              | Beschreibung | Akten-Nr.     | Bild           |
| -------------------------------- | --------------------------------------------------- | --- | ------------- | -------------- |
| Deggendorfer Straße 7 (Standort) | Kriegerdenkmal für die Gefallenen beider Weltkriege | Skulptur des Hl. Georg, auf Stele mit Stufenpostament, mit Inschriften, bezeichnet 1922, 1949 mit Gefallenennamen des Zweiten Weltkriegs ergänzt.                                                                                    | D-2-72-152-29 | BW             |
| Kirchenweg 1 (Standort)          | Katholische Pfarrkirche St. Jakobus                 | Saalkirche mit Walmdach und dreiseitig geschlossenem Chor, integrierter Westturm mit Glockenhaube, Chor spätgotisch, Langhaus barock, 1831 nach Westen, 1897/99 am Chor erweitert; mit Ausstattung; Friedhofsmauer, Quadermauerwerk. | D-2-72-152-1  | weitere Bilder |
| Kirchenweg 4 (Standort)          | Hakenhof                                            | Obergeschoss-Blockbau, steinerner Türsturz bezeichnet 1790 | D-2-72-152-2  | BW             |
| Linaweg 1 (Standort)             | Bauernhaus                                          | Obergeschoss-Blockbau mit Schrot, Mitte 19. Jahrhundert in Richtung Schöllnach | D-2-72-152-3  | BW             |

### Blumau
| Lage                | Objekt              | Beschreibung                                                                      | Akten-Nr.    | Bild |
| ------------------- | ------------------- | --------------------------------------------------------------------------------- | ------------ | ---- |
| Blumau 2 (Standort) | Gasthaus Kurvenwirt | Obergeschoss-Blockbau über Bruchsteinerdgeschoss, zweites Viertel 19. Jahrhundert | D-2-72-152-5 | BW   |

### Ellerbach
| Lage                   | Objekt                             | Beschreibung                                               | Akten-Nr.    | Bild |
| ---------------------- | ---------------------------------- | ---------------------------------------------------------- | ------------ | ---- |
| Ellerbach 5 (Standort) | Hofkapelle mit abgewalmtem Vordach | mit Ausstattung; Anfang 19. Jahrhundert; bei Haus Nummer 5 | D-2-72-152-6 | BW   |

### Gessenreuth
| Lage       | Objekt        | Beschreibung                                               | Akten-Nr.    | Bild          |
| ---------- | ------------- | ---------------------------------------------------------- | ------------ | ------------- |
| (Standort) | Bründlkapelle | kleine Holzkapelle über einer Quelle, Ende 19. Jahrhundert | D-2-72-152-9 | Bründlkapelle |

### Gruselsberg
| Lage                     | Objekt                      | Beschreibung                                                   | Akten-Nr.     | Bild |
| ------------------------ | --------------------------- | -------------------------------------------------------------- | ------------- | ---- |
| Gruselsberg 3 (Standort) | Wohnhaus eines Vierseithofs | mit Halbwalm und Bruchsteinmauerwerk, Türsturz bezeichnet 1808 | D-2-72-152-10 | BW   |

### Haberöd
| Lage                 | Objekt                                         | Beschreibung                                                                       | Akten-Nr.     | Bild |
| -------------------- | ---------------------------------------------- | ---------------------------------------------------------------------------------- | ------------- | ---- |
| Haberöd 1 (Standort) | Wohnstallhaus eines geschlossenen Vierseithofs | Obergeschoss-Blockbau mit bemalten Balkenköpfen, wohl erste Hälfte 18. Jahrhundert | D-2-72-152-11 | BW   |

### Hasling
| Lage                                   | Objekt  | Beschreibung                                                                   | Akten-Nr.     | Bild |
| -------------------------------------- | ------- | ------------------------------------------------------------------------------ | ------------- | ---- |
| Von Hasling nach Gunterding (Standort) | Kapelle | Bruchsteinbau mit Strebepfeiler, erste Hälfte 19. Jahrhundert; mit Ausstattung | D-2-72-152-12 | BW   |

### Hochreuth
| Lage                                  | Objekt     | Beschreibung         | Akten-Nr.     | Bild |
| ------------------------------------- | ---------- | -------------------- | ------------- | ---- |
| Nähe Hochreuth, südöstlich (Standort) | Wegkapelle | wohl 18. Jahrhundert | D-2-72-152-13 | BW   |

### Hörperting
| Lage                  | Objekt     | Beschreibung                                                                        | Akten-Nr.     | Bild |
| --------------------- | ---------- | ----------------------------------------------------------------------------------- | ------------- | ---- |
| Holzödfeld (Standort) | Wegkapelle | zweite Hälfte 19. Jahrhundert; mit Ausstattung; nördlich an der Straße nach Ranfels | D-2-72-152-14 | BW   |

### Ranfels
| Lage                                      | Objekt                              | Beschreibung | Akten-Nr.     | Bild           |
| ----------------------------------------- | ----------------------------------- | --- | ------------- | -------------- |
| bei der Kirche. (Standort)                | Lourdeskapelle                      | neugotisch | D-2-72-152-23 | BW             |
| Obere Hofmark 3 (Standort)                | Waldlerhaus                         | teilweise offener Blockbau über eingezogenem Grundriss, erstes Viertel 19. Jahrhundert                                                         | D-2-72-152-15 | BW             |
| Obere Hofmark; Obere Hofmark 7 (Standort) | Austragshaus                        | Blockbau mit Flachsatteldach, bezeichnet 1868; im Kern älter                                                                                   | D-2-72-152-16 | BW             |
| Ranfels 7 (Standort)                      | Einfirsthof                         | Blockbau, teilweise verkleidet, zweites Viertel 19. Jahrhundert                                                                                | D-2-72-152-17 | BW             |
| Ranfels 8 (Standort)                      | Flachdachhäusl                      | Zugehöriges Flachdachhäusl, offener Blockbau, 18./19. Jahrhundert, später aufgestockt                                                          | D-2-72-152-18 | BW             |
| Ranfels 11 (Standort)                     | Kleinbauernhaus                     | Blockbau mit Giebelschrot, zweite Hälfte 18. Jahrhundert                                                                                       | D-2-72-152-19 | BW             |
| Schloßbergweg 3 (Standort)                | Wohnstallhaus                       | Massivbau mit Halbwalm, bezeichnet 1851, mittelalterlich, 1577 erneuert; Torbau, ehemalige Kanzlei, später Stall; Mauerreste                   | D-2-72-152-20 | BW             |
| Schlossbergweg 5 (Standort)               | Ehemaliges Schloss                  | seit 1833 Benefiziaten- dann Pfarrhaus, Kernbau mittelalterlich, 1577 erneuert; Torbau, ehemalige Kanzlei, später Stall; Mauerreste            | D-2-72-152-21 | weitere Bilder |
| Schlossbergweg 6 (Standort)               | Katholische Pfarrkirche St. Pankraz | ehemalige Schlosskapelle, mit Ausstattung; Langhaus im Kern 1517, 1767 nach Osten erweitert, 1824 erneut vergrößert, 1840 Sakristei, 1880 Turm | D-2-72-152-22 | weitere Bilder |

### Simmering
| Lage                   | Objekt | Beschreibung                                            | Akten-Nr.     | Bild |
| ---------------------- | ------ | ------------------------------------------------------- | ------------- | ---- |
| Simmering 1 (Standort) | Stadel | Zugehöriger Stadel mit Steilsatteldach, bezeichnet 1795 | D-2-72-152-25 | BW   |

### Steinhof
| Lage                     | Objekt  | Beschreibung                                    | Akten-Nr.     | Bild |
| ------------------------ | ------- | ----------------------------------------------- | ------------- | ---- |
| Nähe Steinhof (Standort) | Kapelle | erstes Drittel 19. Jahrhundert; mit Ausstattung | D-2-72-152-26 | BW   |

### Unteraign
| Lage                   | Objekt                      | Beschreibung                                          | Akten-Nr.     | Bild |
| ---------------------- | --------------------------- | ----------------------------------------------------- | ------------- | ---- |
| Unteraign 1 (Standort) | Wohnhaus eines Dreiseithofs | Obergeschoss-Blockbau, erstes Viertel 19. Jahrhundert | D-2-72-152-27 | BW   |

## Ehemalige Baudenkmäler
In diesem Abschnitt sind Objekte aufgeführt, die früher einmal in der Denkmalliste eingetragen waren, jetzt aber nicht mehr. Objekte, die in anderem Zusammenhang also z. B. als Teil eines Baudenkmals weiter eingetragen sind, sollen hier nicht aufgeführt werden. Aktennummern in diesem Abschnitt sind ehemalige, jetzt nicht mehr gültige Aktennummern.

| Lage                                                                 | Objekt                    | Beschreibung                          | Akten-Nr.     | Bild |
| -------------------------------------------------------------------- | ------------------------- | ------------------------------------- | ------------- | ---- |
| Ranfels Nähe Ranfels, am nördlichen Ortsende. (Standort)             | Wegkapelle                | wohl 18. Jahrhundert; mit Ausstattung | D-2-72-152-24 | BW   |
| Waltersdorf Waltersdorf 1 (Standort)                                 | Kapelle                   | wohl 19. Jahrhundert; mit Ausstattung | D-2-72-152-28 | BW   |
| Zenting an der Staatsstraße 2322, in Richtung Schöllnach. (Standort) | Sogenanntes Schwedenkreuz | aus Stein, 17. Jahrhundert            | D-2-72-152-4  | BW   |